# Mauritânia nos Jogos Olímpicos de Verão de 2004
A Mauritânia competiu nos Jogos Olímpicos de Verão de 2004, em Atenas, na Grécia.